# NGC 7169
NGC 7169 est une vaste galaxie lenticulaire relativement éloignée et située dans la constellation de la Grue. Sa vitesse par rapport au fond diffus cosmologique est de 9 762 ± 47 km/s, ce qui correspond à une distance de Hubble de 144 ± 10 Mpc (∼470 millions d'al). NGC 7169 a été découverte par l'astronome britannique John Herschel en 1834.

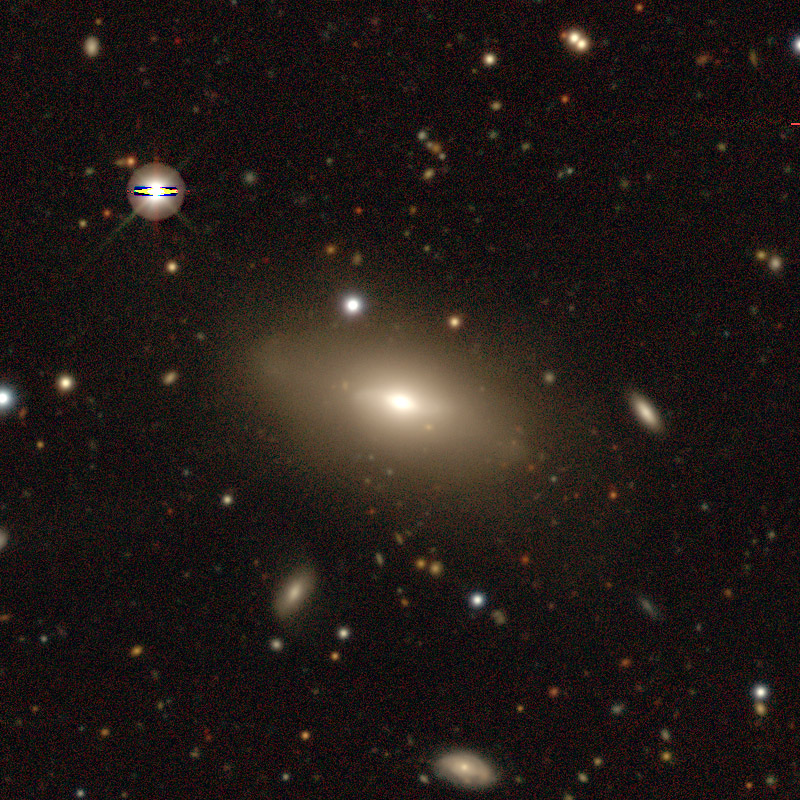
NGC 7169 par le projet « Legacy Surveys DR10 ».

À ce jour, une mesure non basée sur le décalage vers le rouge (redshift) donne une distance d'environ 106,000 Mpc (∼346 millions d'al). Cette valeur est nettement à l'extérieur des valeurs de la distance de Hubble. Notons que c'est avec la valeur moyenne des mesures indépendantes, lorsqu'elles existent, que la base de données NASA/IPAC calcule le diamètre d'une galaxie et qu'en conséquence le diamètre de NGC 7169 pourrait être d'environ 79,2 kpc (∼258 000 al) si on utilisait la distance de Hubble pour le calculer.